# Брионе (Торино)
Брионе је насеље у Италији у округу Торино, региону Пијемонт.
Према процени из 2011. у насељу је живело 350 становника. Насеље се налази на надморској висини од 363 м.